# Antonio Vutov
Antonio Vutov (bolgárul: Антонио Вутов; Mezdra, 1996. június 6. –) bolgár válogatott labdarúgó, a Lokomotiv Szofija játékosa.

## Pályafutása

### Klubcsapatokban
Vutov a Levszki Szofija akadémiáján nevelkedett. A bolgár élvonalban 2012 áprilisában mutatkozott be egy Lokomotiv Szofija elleni mérkőzésen. 2014 és 2018 között az olasz élvonalbeli Udinese Calcio játékosa volt, azonban a csapat színeiben nem lépett pályára, 2015 és 2018 között folyamatosan kölcsönben szerepelt (Cosenza, Lecce, Botev Plovdiv, Levszki Szofija). 2017-ben a Botev Plovdiv csapatával bolgár kupagyőztes lett. 2018-ban végül szerződtette őt a plovdivi csapat, amelyben 2020-ig negyven bajnoki mérkőzésen játszott. 2020 szeptemberében hároméves szerződést kötött a magyar élvonalbeli Mezőkövesd csapatával.

### A válogatottban
Többszörös bolgár utánpótlás-válogatott, tagja volt a 2014-es U19-es labdarúgó-Európa-bajnokságon szerepelt válogatottnak is. 2019 márciusában Petar Hubcsev szövetségi kapitány meghívta őt a bolgár felnőtt válogatott Koszovó és Montenegró elleni Európa-bajnoki selejtezőre készülő keretébe, végül egyik mérkőzésen sem lépett pályára. 2021 március 31-én mutatkozott be a bolgár válogatottban egy Észak-Írország elleni mérkőzésen.

#### Mérkőzései a bolgár válogatottban
| #  | Dátum             | Ellenfél       | Eredmény | Kiírás       | Esemény |
| -- | ----------------- | -------------- | -------- | ------------ | ------- |
| 1. | 2021. március 31. | Észak-Írország | 0 – 0    | vb-selejtező | 46'     |

## Sikerei, díjai
Botev Plovdiv :
- Bolgár labdarúgókupa győztes: 2017